# Reza Rahadian
Reza Rahadian Matulessy, né le 5 mars 1987 à Bogor en Indonésie, est un acteur, mannequin et directeur indonésien.

## Biographie
Il est né d'un père iranien et d'une mère moluque indonésienne dont l'amour pour le cinéma l'a influencé dans sa jeunesse.
En 2004, il a été couronné Top Guest, un prix pour les modèles, par le magazine de variétés indonésien Aneka, bien qu'il n'ait jamais été mannequin professionnel. Au lieu de cela, il considérait le mannequinat comme un moyen de l'aider à devenir acteur. Grâce à la couverture qu'il a reçue de sa carrière de mannequin, Rahadian a été casté dans plusieurs sinetron (feuilletons indonésiens), dont Culunnya Pacarku et Idola. Il a fait ses débuts au cinéma en 2007, avec la comédie d'horreur Film Horor ; l'année suivante, il a joué dans un autre film d'horreur, Ghost Island 2.
Reza Rahadian a réalisé son premier film acclamé par la critique en 2009, lorsqu'il a joué dans Femme au turban de Hanung Bramantyo ; il était devenu las de jouer dans des films d'horreur. Bien qu'il ait initialement auditionné pour un personnage mineur, Bramantyo a choisi Rahadian pour un rôle plus important - de Samsuddin, le mari violent et polygame du personnage principal d'Anissa (Revalina S. Temat). Il a joué dans quatre autres films cette année-là, dont trois comédies.
L'année suivante, Reza Rahadian a joué dans quatre films,  y compris 3 Cœurs Deux Mondes, Un Amour et Comme c'est drôle (ce pays est). L'ancien film, qui traitait de romance interconfessionnelle, a remporté un prix Citra du meilleur film au Festival du film indonésien en 2010, tandis que ce dernier était la nomination de l'Indonésie aux 83e cérémonie des Oscars.
Fin 2012, Reza Rahadian a joué l'ancien président B.J. Habibie  dans le biopic de Faozan Rizal, Habibie et Ainun, qui a suivi la romance entre Habibie et sa future épouse Ainun (joué par Bunga Citra Lestari). Dans une critique, Prathivi a écrit que Reza Rahadian avait donné une représentation "sans faille" de l'ancien président et de ses manières. En 2017, Reza Rahadian s'est réuni en couple avec Adinia Wirasti dans Critical Eleven.